# Улотриксовые
Улотриксовые (лат. Ulotrichales) — порядок зелёных водорослей класса Ульвофициевые (Ulvophyceae). Включается около 200 видов в составе 13 семейств. Наиболее известный род — Улотрикс (Ulothrix). Хозяйственное значение имеет род Monostroma, представителей которого выращивают в Японии как марикультуру.
Улотриксовые водоросли распространены как в пресных, так и морских водах.

## Биологическое описание
Слоевище у представителей порядка сильно отличаются: могут быть коккоидные, однонитчатые, нитчатые разветвлённые, многонитчатые, а также пластинчатые. Почти все клетки, слагающие слоевище, подобны друг другу как по строению, так и функционально — и потенциально способны, делясь, участвовать в росте организма, а также образовывать споры и гаметы (от других отличается лишь клетка, находящаяся в основании нити и служащая для прикрепления к субстрату у прикреплённых форм — так называемая базальная клетка, или клетка прикрепления). Поскольку все клетки в значительной степени автономны, улотриксовые водоросли легко размножаются вегетативно: большинство отделившихся клеток или участков нитей начинают самостоятельный рост; для повреждённых же слоевищ свойственна высокая способность к регенерации.
Бесполое размножение осуществляется с помощью зооспор, которые могут образоваться из всех клеток, за исключением базальной. Зооспоры представляют собой яйцевидные клетки, имеющие четыре жгутика, расположенных на передней конце. Зооспоры, выйдя наружу, оседают на субстрат, после чего покрываются целлюлозной оболочкой, прорастают, вертикально вытягиваются и дифференцируются на две части, нижняя из которых развивается в клетку прикрепления, а верхняя начинает делиться.
Половое размножение происходит обычно после того, как заканчивается период активного роста и начинается период неблагоприятных для развития условий. В некоторых клетках начинают образовываться гаметы, которые, в отличие от зооспор, несут не четыре, а два жгутика. Половой процесс — изогамия (то есть сливаются две гаметы, одинаковые морфологически и по величине). Возникающая после слияния гамет булавовидная зигота с четырьмя жгутиками является характерным признаком для представителей улотриксовых; зигота выполняет роль одноклеточного спорофита; после пребывания в состоянии покоя она делится, образуя несколько спор, из которых вырастают новые гаплоидные растения.

## Семейства
По информации базы данных AlgaeBase (2020), в порядок Ulotrichales включены 13 семейств, а также монотипный род Trichosarcina с неопределённым систематическим положением, не включённый в какие-либо семейства. Общее число видов в порядке по информации этой базы данных — 207:
- Binucleariaceae Škaloud & Leliaert (5 видов)
- Collinsiellaceae Chihara (1 вид)
- Gayraliaceae K.L.Vinogradova (2 вида)
- Gloeotilaceae Ettl & Gärtner (1 вид)
- Gomontiaceae De Toni (14 видов)
- Hazeniaceae Škaloud & Leliaert (5 видов)
- Helicodictyaceae Whitford & G.J.Schumacher (14 видов)
- Kraftionemaceae Wetherbee & Verbruggen (1 вид)
- Monostromataceae Kunieda (32 вида)
- Planophilaceae Škaloud & Leliaert (9 видов)
- Sarcinofilaceae Škaloud & Leliaert (2 вида)
- Tupiellaceae Škaloud & Leliaert (3 вида)
- Ulotrichaceae Kütz. (118 видов)